# Don't Wanna Know
Don't Wanna Know è un singolo dal gruppo musicale statunitense Maroon 5, pubblicato l'11 ottobre 2016.
Il singolo ha due versioni: una versione videoclip con solo i Maroon 5 utilizzando nella terza strofa una variazione della prima, e una versione audio con la collaborazione del rapper statunitense Kendrick Lamar alla terza strofa invece che i Maroon 5.

## Formazione
Musicisti
- Adam Levine – voce
- Matt Flynn – batteria elettronica, percussioni
- James Valentine – chitarra, cori
- PJ Morton – tastiere, synths, cori

Altri musicisti
- Kendrick Lamar – rapping

## Classifiche

### Classifiche settimanali
| Classifica (2016) | Posizione massima |
| ----------------- | ----------------- |
| Australia         | 6                 |
| Austria           | 18                |
| Belgio (Fiandre)  | 21                |
| Belgio (Vallonia) | 7                 |
| Canada            | 8                 |
| Corea del Sud     | 18                |
| Danimarca         | 5                 |
| Finlandia         | 16                |
| Francia           | 20                |
| Germania          | 33                |
| Irlanda           | 6                 |
| Italia            | 4                 |
| Libano            | 1                 |
| Norvegia          | 14                |
| Nuova Zelanda     | 4                 |
| Paesi Bassi       | 10                |
| Regno Unito       | 7                 |
| Spagna            | 16                |
| Stati Uniti       | 7                 |
| Svezia            | 15                |
| Svizzera          | 15                |

### Classifiche di fine anno
| Classifica (2017) | Posizione |
| ----------------- | --------- |
| Brasile           | 87        |